# Chiesa di All Saints (Kadıköy)
La Chiesa di All Saints (in turco All Saints Kilisesi) o Chiesa Presbiteriana di Istanbul è una chiesa presbiteriana situata nel distretto di Kadıköy, a Istanbul, in Turchia. Essa ospita la congregazione presbiteriana turca di Calcedonia.

## Ubicazione
La chiesa è situata in Yusuf Kamil Pasha Sokak, nel quartiere di Moda del distretto di Kadıköy, a Istanbul. Si trova di fronte alla villa Whittall, nota anche come casa di Barış Manço.

## Storia
La chiesa fu costruita nel 1878 grazie all'iniziativa e al sostegno finanziario della famiglia di Sir James William Whittal, un commerciante britannico che viveva a Moda. Sebbene anche altre famiglie avessero contribuito, la chiesa sorge su un terreno di proprietà della famiglia Whittal. Pertanto, la chiesa è un edificio di proprietà degli eredi della famiglia Whittal ed è sotto la supervisione della Chiesa anglicana di Istanbul sottoposta all'episcopato europeo.

## Architettura

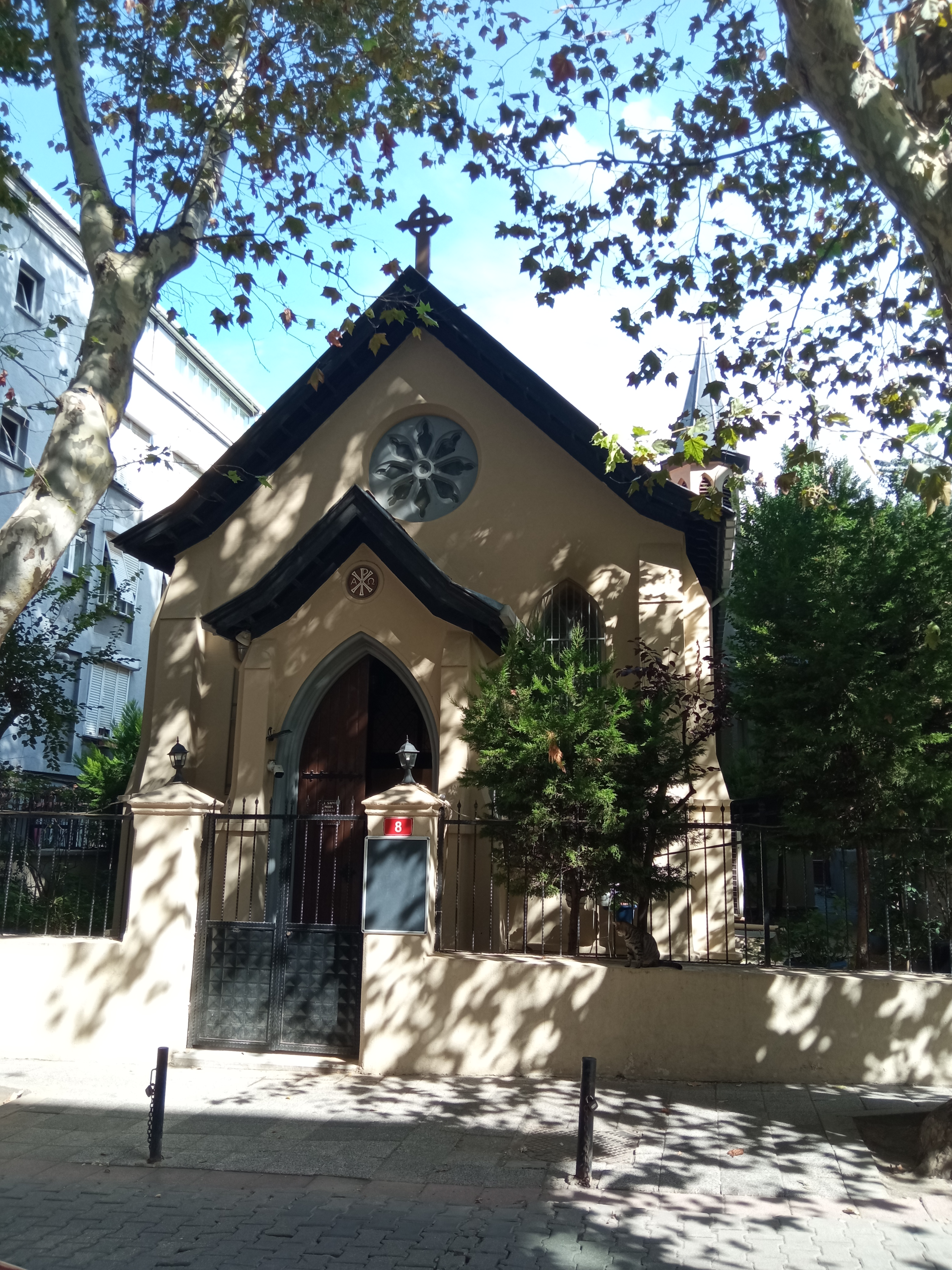
Chiesa di All Saints nel 2024

L'edificio, di piccole dimensioni e posto sulla direttrice est-ovest, presenta all'esterno un sistema di tetti a doppio spiovente.
È circondato da un basso muro e da una ringhiera in ferro. Notevoli sono il rosone appena sopra l'ingresso, gli archi a sesto acuto, la torre fiabesca con tetto conico e le vetrate colorate.
L'architetto dell'edificio fu George Edmund Street, che fu anche l'architetto della Chiesa di Crimea a Beyoğlu. 
Le vetrate gotiche della chiesa, realizzate in diversi stili e periodi, furono commissionate dalla famiglia dopo la morte di un congiunto, in sua memoria.
La chiesa è un pregevole esempio di neogotico vittoriano.

## Attività
I servizi di culto sono tenuti principalmente in turco, ma anche in inglese. Il pastore della chiesa è il rev. Turgay Üçal. La chiesa, dove si svolge il culto del sabato, è aperta anche ai non parrocchiani. Nella chiesa vengono organizzati anche eventi artistici e concerti.